# Oliva Sabuco
Oliva Sabuco de Nantes Barrera (Alcaraz, Espanha, 2 de dezembro de 1562 – Alcaraz, Espanha, 1646) foi uma filósofa espanhola da época da Renascença e pioneira na medicina psicossomática, seu último nome seria de uma madrinha ou ama seca.
À frente de seu tempo, propôs uma análise conjuntural da saúde humana, abrangendo estudos de corpo e alma/mente. Ela ficou conhecida pela obra "Nova Filosofia da Natureza Humana Não Conhecida e Não Alcançada Pelos Antigos Filósofos Que Melhora a Vida Humana e a Saúde". Oliva descreve como as emoções podem impactar o corpo, e conclama médicos para uma medicina holística que possa abranger a totalidade do paciente, corpo, alma e mente.
Algumas pistas parecem apontar para o que podem ter sido as raízes intelectuais de Oliva: uma família de farmacêuticos (o pai e o irmão), um avô médico. Na região onde nasceu havia oito grandes conventos, um deles perto de onde morava, os Dominicanos, ensinavam a elite e Oliva pode ter aprendido muito com eles. Além disso Dom Simon Abril, um humanista, lógico, matemático, gramático reconhecido, pode ter sido seu mentor.
Oliva escreveu ao rei para pedir permissão para publicar o livro, primeiro por ser mulher e afirmar que poderiam querer se apropriar das ideias, e também porque naquela época toda obra era examinada antes de ser publicada ou ser considerada heterodoxia. 
Ao conquistar a aprovação de Felipe II em 1586, veio a publicá-lo em 1587. A obra apresentava sete tratados, cinco em espanhol e dois em latim, expondo os problemas contemporâneos da medicina de então, em especial, a autora falava sobre a distância entre a medicina e a filosofia. A explanação sobre medicina usou toda a filosofia respeitada na época, Platão, Aristóteles, a filosofia natural de Plínio, também a Igreja, respeitando a ideia e desígnios de Deus mas sem mencionar Jesus e as escrituras. A visão holística prevaleceu com ideias sobre como a cosmologia poderia afetar o corpo humano.